# جی‌جی ۱۲۱۴
جی‌جی ۱۲۱۴ یک ستاره است که در صورت فلکی مارافسای قرار دارد.